# 서영여자고등학교
서영여자고등학교(西永女子高等學校)는 대한민국 전북특별자치도 정읍시 수성동에 있는 사립 고등학교이다.

## 학교 연혁
- 1974년 11월 29일 : 학교법인 오복학원 정주여자고등학교 설립인가, 이사장 조광영 선생 취임
- 1975년 3월 5일 : 정주여자고등학교 개교(9학급), 초대 교장 이연호 선생 취임
- 1975년 10월 30일 : 학급 증설인가(18학급 - 보통과 12, 상업계 6)
- 1979년 3월 1일 : 정주여자종합고등학교(교명 변경)
- 2001년 9월 1일 : 덕산학원 서영여자고등학교(법인명 및 교명 변경)
- 2002년 10월 7일 : 학칙 변경인가(보통과 21학급)
- 2014년 12월 3일 : 이사장 우송 송현섭 선생 취임
- 2015년 1월 17일 : 학교법인 우송학원(법인명 변경)
- 2019년 8월 29일 : 이사장 송정우 선생 취임
- 2023년 9월 1일 : 제12대 교장 김용운 선생 취임
- 2024년 2월 8일 : 제47회 졸업식 115명 졸업(총 15,260명 졸업)

## 참고 자료
- 서영여자고등학교 - 한국교육학술정보원 학교알리미